# Dichorisandra picta
Dichorisandra picta är en himmelsblomsväxtart som beskrevs av Conrad Loddiges. Dichorisandra picta ingår i släktet Dichorisandra och familjen himmelsblomsväxter. Inga underarter finns listade.